# Heronia
Heronia là một chi bướm ngày thuộc họ Bướm nâu.